# Concerto pour clarinette

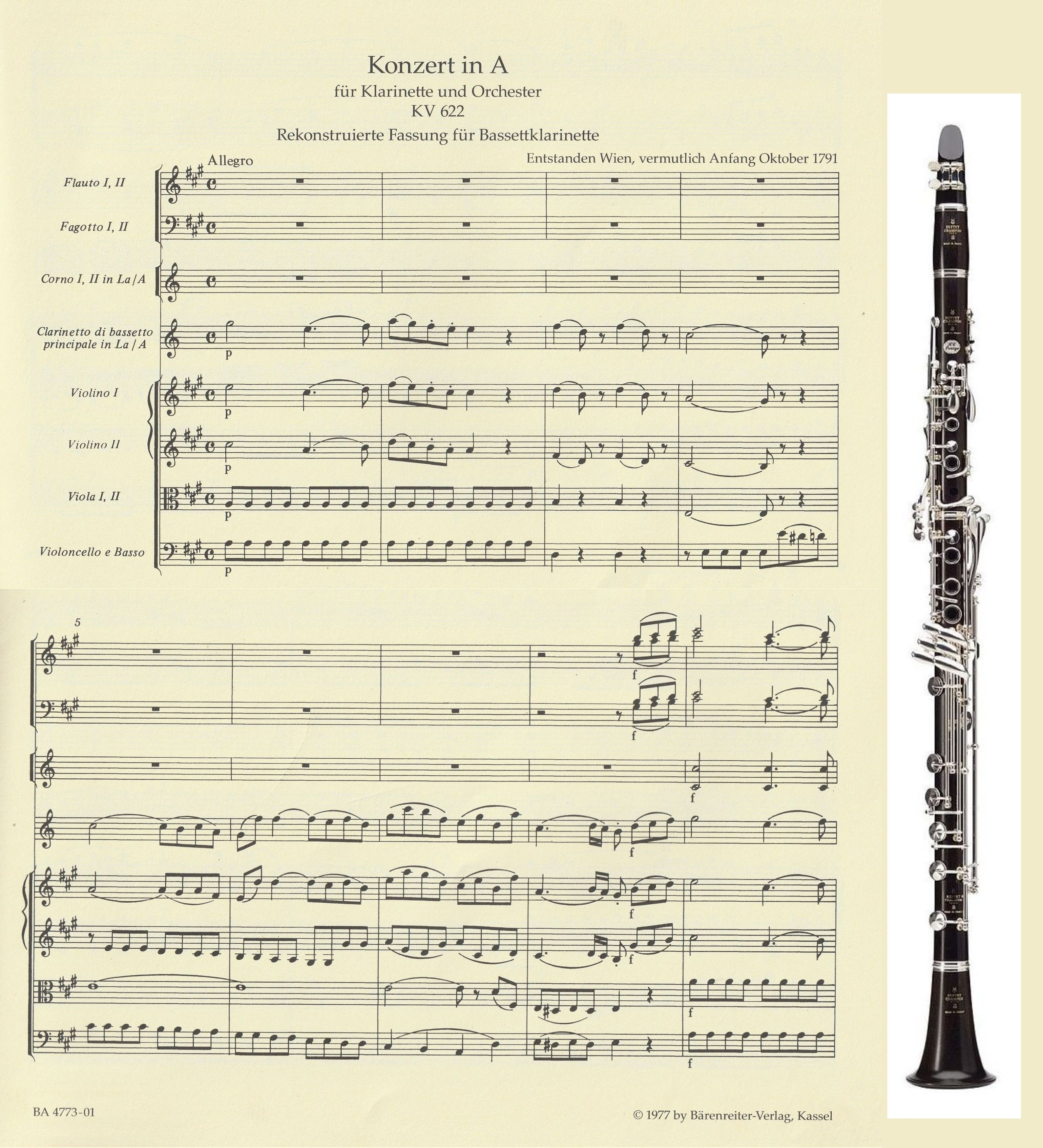
Exemple de concerto pour clarinette.

Un concerto pour clarinette est une composition musicale de forme concerto pour une (ou deux) clarinette(s) avec un grand ensemble (comme un orchestre symphonique ou un orchestre d'harmonie). Albert Rice a identifié une œuvre de Giuseppe Antonio Paganelli comme étant peut-être le plus ancien concerto connu pour clarinette seule ; sa partition s'intitule « Concerto per il Clareto » et pourrait dater de 1733. Il peut cependant avoir été destiné au chalumeau soprano. Il existe des concertos grosso antérieurs avec des parties de concertino pour clarinette dont deux de Johann Valentin Rathgeber, publiés en 1728.
La célèbre maison d'édition Breitkopf & Härtel a publié le premier concerto pour clarinette en 1772. La popularité de l'instrument a grimpé en flèche et l'essor de premiers concertos pour clarinette s'ensuivit. Beaucoup de ces premiers concertos ont été largement oubliés : des clarinettistes comme l'Allemand Dieter Klöcker se sont spécialisés à faire revivre ces œuvres « perdues ». Les concertos pour clarinette les plus célèbres de la période classique et du début du romantisme comprennent ceux de Wolfgang Amadeus Mozart, Carl Maria von Weber et Louis Spohr.
Relativement peu de concertos pour clarinette, ou pour instruments à vent en général, ont été composés au cours de l'époque de la musique romantique moyenne et tardive, mais la forme est devenue plus populaire au XXe siècle, avec les célèbres concertos pour clarinette de Carl Nielsen et Aaron Copland, ainsi que des plus récents par des compositeurs tels que John Adams, Kalevi Aho, Elliott Carter, John Corigliano, Jean Françaix, Magnus Lindberg, Donald Martino, Christopher Rouse et John Williams.
Les caractéristiques de la clarinette ayant été améliorées à partir de la date de son invention vers 1690-1710 (passage à 3, 4… 13 clés, puis système Boehm, matériau…), cette évolution a influencé l'écriture des compositions en fonction des possibilités techniques de l'instrument (tonalité, chromatisme…).

## Période baroque
On présume que la clarinette à deux clefs est créée au plus tôt vers 1690 par Johann Christoph Denner (1655-1707) et au plus tard vers 1710 par un de ses proches. Il existe cependant un certain nombre de concertos écrits pour son prédécesseur, le chalumeau. On notera:
- Georg Philipp Telemann
  - Concerto pour deux chalumeaux, cordes et basse continue, TWV 52:d1 [7],[8]

La découverte de six concertos pour petite clarinette en ré de Johann Melchior Molter (1696-1765) — dont le premier pourrait dater de 1743  — et de trois concertos grosso pour deux clarinettes et deux hautbois écrits par Antonio Vivaldi (1678-1741) dès 1711 (RV 559, RV 560 et RV 556)  ont conduit les historiens de la musique à réviser l'opinion commune selon laquelle le premier concerto pour cet instrument a été écrit par Johann Stamitz vers 1755.
- Johann Valentin Rathgeber, deux concertos pour clarinette, cordes et basse continue en do majeur, No. 11  et No. 19, de « Chelys Sonora, op. 6» (1728)[11]

## Période classique
- Johann Georg Heinrich Backofen (1768–1830?)
  - Concerto en si  majeur pour clarinette et orchestre, Op. 3 (1809?)
  - Symphonie concertante en la majeur, Op.10 pour deux clarinettes et orchestre (1810?)
  - Concerto pour clarinette en mi  majeur, Op. 16 (1809?)
  - Concerto pour clarinette en mi  majeur, Op. 24 (1821?)
  - Concerto en fa majeur pour cor de basset et orchestre
- Joseph Beer (1744–1812)
  - Concerto pour clarinette No. 1
  - deux autres concertos pour clarinette et deux double concertos[4]
- Matthäus (Frédéric) Blasius (1758–1829)
  - Concerto No. 1 en do majeur pour clarinette et orchestre
- Antonio Casimir Cartellieri (1772–1807)
  - Concerto No. 1 en si  majeur pour clarinette et orchestre
  - Concerto No. 2 en si  majeur pour clarinette et orchestre
  - Concerto No. 3 en mi  majeur pour clarinette et orchestre
  - Concerto pour deux clarinettes et orchestre en si  majeur (1797)
- Bernhard Hendrik Crusell (1775–1838)
  - Concerto No. 1 en mi  majeur, Op.1 (1807)
  - "Grand" Concerto No. 2 en fa mineur, Op.5 (1815)
  - Concerto No. 3 en si  majeur, Op.11 (c.1807–1820)
  - Introduction et variations sur un air suédois pour clarinette et orchestre, Op.12
- Sébastien Demar (1763–1832)
  - Concerto en mi  majeur pour clarinette et orchestre
- François Devienne (1759–1803)
  - Symphonie concertante en si  majeur pour deux clarinettes et orchestre, Op.25 (1794)
- Franz Anton Dimmler (1753–1827)
  - Concerto en si  majeur pour clarinette et orchestre
- Joseph Leopold Eybler (1765–1846)
  - Concerto pour clarinette et orchestre (1798)[4]
- Josef Fiala (1748–1816)
  - Concertante en si  majeur pour clarinette et cor anglais
- Georg Friedrich Fuchs (1752-1821) 
  - Concerto en si  majeur pour clarinette et orchestre
- Carl Andreas Göpfert (1768–1818)
  - Concerto en mi  majeur, Op.14
  - Concerto en si  majeur, Op.20
  - Concerto en mi  majeur, Op.35
- Franz Anton Hoffmeister (1754–1812)
  - Concerto en si  majeur pour clarinette et orchestre (1782–1784?)
  - Concerto en mi  majeur pour deux clarinettes et orchestre (1782–1784?)
- James Hook (1746–1827)
  - Concerto pour clarinette en mi  majeur (1812), C'est en fait le Concerto n°3 en mi  majeur de Jean-Xavier Lefèvre[12].
- Jan Václav Kněžek (1745-1806)
  - Concerto pour clarinette et orchestre en si  majeur (1788)
  - Concerto pour clarinette et orchestre en mi  majeur
  - Concerto pour deux clarinettes et orchestre en la majeur (composé à l'origine pour la clarinette d'amour)
- Johann Evangelista Antonín Thomáš Koželuh (1738-1814)
  - Concerto en mi bémol majeur pour clarinette et orchestre (vers 1800), (Amos editio, Prague, AM0017, 2001) ; il est indiqué « authore Kozeluh » sur les partitions manuscrites d'orchestre[13].
- Leopold Kozeluch (1747–1818)
  - Deux Concertos pour clarinette en mi  majeur[4]
- Franz Krommer (1759–1831)
  - Concerto en mi  majeur, Op.36, pour clarinette et orchestre (1803)
  - Concerto pour deux clarinettes et orchestre en mi  majeur, Op.35 (1802)
  - Concerto pour deux clarinettes et orchestre en mi  majeur, Op.91 (1815)
  - Konzertstück pour deux clarinettes et orchestre
- Karol Kurpinski (1785–1857)
  - Concerto pour clarinette et orchestre (joué en 1820) (Grove: Jim Samson)
- Ludwig August Lebrun (1752–1790)
  - Concerto en un seul mouvement en si  majeur pour clarinette et orchestre
- Jean-Xavier Lefèvre (1763–1829)
  - Six concertos pour clarinette
    - dont concertos pour clarinette No. 4 (1797) ((BNF 39788241)) et No. 6 (1796)
    - Cinquième concerto pour clarinette exécuté pour la 1re fois à l'exercice du Conservatoire par l'élève qui a remporté le 1er prix de clarinette (1798) (BNF 39788242)
- Peter Josef von Lindpaintner (1791–1856)
  - Concertino en mi  majeur pour clarinette et orchestre
- John Mahon (c. 1748–1834)
  - Concerto pour clarinette No. 2 en fa majeur
- Wolfgang Amadeus Mozart (1756–1791)
  - Concerto pour clarinette (1791)
  - Symphonie concertante pour hautbois, clarinette, cor et basson (1778). Il existe une controverse sur l'origine de cette pièce.
- Iwan Müller (1786–1854)
  - Concerto en ré mineur pour clarinette et orchestre ; Bonn : Simrock, c. 1811, ecrit pour sa clarinette omnitonique à 13 clefs
  - Concertos pour clarinette no 2 à 6
  - Concertante Op.23 en mi  majeur pour deux clarinettes et fanfare militaire
- Carlo Paessler (1774–1865)
  - Concerto con variazioni en mi  majeur pour clarinette et cordes
  - Concerto en do mineur pour clarinette et orchestre
  - Concerto en si  majeur pour clarinette et orchestre
- Ignaz Pleyel (1757–1831)
  - Concerto en do majeur pour clarinette en ut
- František Xaver Pokorný (1729–1794)
  - Concerto en si  majeur pour clarinette et orchestre
- Antoine Reicha (1770–1836)
  - Concerto en sol mineur pour clarinette et orchestre
  - Introduction et variations sur un thème de Dittersdorf en si  majeur pour clarinette et orchestre
- Carl Gottlieb Reissiger (1798–1859)
  - Concertino en mi  majeur Op.63 pour clarinette et orchestre
- Julius Rietz (1812-1877)
  - Concerto en sol mineur Op.29 pour clarinette et orchestre
- Philipp Jakob Riotte (1776-1856)
  - concerto pour clarinette en do mineur op. 36, premier concerto écrit pour la clarinette omnitonique à 13 clefs d'Iwan Müller[14]
- Alessandro Rolla (1757–1841)
  - Concerto pour cor de basset et orchestre
- Antonio Rosetti (1750–1792)
  - Concerto No. 1 en mi  majeur pour clarinette et orchestre
  - Concerto No. 2 en mi  majeur pour clarinette et orchestre
  - et deux concertos pour clarinette supplémentaires
- Theodor von Schacht (1748–1823) : il est parmi les premiers compositeurs à utiliser la clarinette en la et a composé 12 concertos pour clarinette, notamment :
  - Concerto pour clarinette en ré majeur (1781), pour clarinette  en la[15]
  - Concerto en si  majeur pour clarinette et orchestre
  - Concerto No. 1 en ut mineur / la bémol majeur / mi bémol majeur pour deux clarinettes et orchestre
  - Concerto No. 2 en mi bémol majeur / la bémol majeur / mi bémol majeur pour deux clarinettes et orchestre
  - Concerto pour trois clarinettes en si bémol majeur
- Georg Abraham Schneider (1770-1839) 
  - Concerto No. 1 pour cor de basset et orchestre, Op.90. (1820?)[16],[17]
  - Concerto No. 2 pour cor de basset et orchestre, Op.105[16].
- Pedro Étienne Solère (1753–1817)
  - Concerto en mi  majeur pour deux clarinettes et orchestre
  - Concerto en mi  majeur pour clarinette et orchestre
  - Concerto espagnol en si  majeur pour clarinette et orchestre
- Carl Stamitz (1745–1801)
  - 11 Concertos pour clarinette
- Franz Xaver Süßmayr (1766–1803)
  - Concerto en ré majeur pour cor de basset et orchestre[18]
- Franz Tausch (1762–1817)
  - Concertante Op.26 No. 2 en si  majeur pour deux clarinettes et orchestre
  - Concertante Op.27 No. 1 en si  majeur pour deux clarinettes et orchestre
  - Concerto en mi  majeur pour clarinette et orchestre
- Johann Vogel (1756–1788)
  - Concerto en si  majeur[4]
- Johann Wilhelm Wilms (1772-1847)
  - Concerto en si  majeur pour clarinette et orchestre, op. 40
- Peter von Winter (1754–1825)
  - Concerto en mi  majeur pour clarinette et orchestre
- Michel Yost (1754–1786)
  - Concerto No. 7 en si  majeur pour clarinette et orchestre
  - Concerto No. 8 en mi  majeur pour clarinette et orchestre
  - Concerto No. 9 en si  majeur pour clarinette et orchestre
  - Dixième et dernier concerto pour la clarinette, exécuté au Concert spirituel… par Mr Michell, œuvre posthume (BNF 39793896)
  - Concerto No. 11 en si  majeur pour clarinette et orchestre

D'autres concertos de la période classique incluent ceux de Deshayes, Georg Friedrich Fuchs, Jan Kalous, Joseph Lacher, Lang, Philipp Meissner, Nicolas Pfeilsticker, Jean-Baptiste Vanhal, Václav Pichl, Giovanni Punto (Johan Stich) et J. C. Stumpf.

## Période romantique
- Heinrich Joseph Bärmann (1784-1847)
  - Konzertstück en sol mineur pour clarinette et orchestre
  - Concertino en ut mineur pour clarinette et orchestre
  - Concertino en mi  majeur Op.27 pour clarinette et orchestre (1828?)
- Carl Bärmann (1810-1885)
  - Konzertstück pour deux clarinettes et orchestre
  - Concerto militaire pour clarinette et orchestre
- Max Bruch (1838-1920) 
  - Concerto pour clarinette, alto et orchestre en mi mineur, Op.88 (1910)
- Gaetano Donizetti (1797-1848) 
  - Concertino pour clarinette et orchestre en si  majeur
- Donato Lovreglio (1847-1907)
  - Fantasia Da Concerto Su Motivi De La Traviata (Fantasia pour clarinette et orchestre à l'opéra, La Traviata) pour clarinette et orchestre (Musique originale/opéra de Giuseppe Verdi )
- Gottfried Mann (1858-1904)
  - Concerto pour clarinette Op. 90 (1885)
- Felix Mendelssohn (1809-1847)
  - Konzertstück n° 1 pour clarinette, cor de basset et orchestre en fa mineur, Op.113, dédicataire Heinrich Baermann et Carl Baermann (1833)[19]
  - Konzertstück n° 2 pour clarinette, cor de basset et orchestre en ré mineur, Op.114 (1833)[20]
- Saverio Mercadante (1795-1870)
  - Concerto pour clarinette en si  majeur
  - Concerto pour clarinette en mi  majeur
- Percy Pitt  (1870-1922)
  - Concertino pour clarinette et orchestre, Op. 22  (1897)
- Julius Rietz (1812-1877)
  - Concerto en sol mineur Op.29 pour clarinette et orchestre (vers 1840)
- Nikolaï Rimski-Korsakov (1844-1908)
  - Concertstück pour clarinette et orchestre militaire (1878) [21]
- Gioachino Rossini (1792-1868)
  - Variations pour clarinette et petit orchestre en ut majeur (1809)
  - Introduction, thème et variations en mi  majeur pour clarinette et orchestre (1822)
  - Concerto n°1 en ut mineur / la  majeur / mi  majeur pour deux clarinettes et orchestre
  - Introduction, thème et variations en si mineur / si  majeur pour clarinette et orchestre
  - Fantaisie en mi  majeur pour clarinette et orchestre
  - Concerto n°2 en mi  majeur / la  majeur/mi mi  majeur pour deux clarinettes et orchestre
- Louis Schindelmeisser (en) (1811-1864)
  - Sinfonia Concertante pour quatre clarinettes et orchestre, Op.2 (1833)
- Louis Spohr (1784-1859)
  - Concerto pour clarinette n°1 en ut mineur, Op.26 (1808)
  - Concerto pour clarinette no 2 en mi  majeur, Op.57 (1810)
  - Concerto pour clarinette no 3 en fa mineur, WoO 19 (1821)
  - Concerto pour clarinette no 4 en mi mineur, WoO 20 (1828)
  - Fantaisie et variations sur un thème de Danzi, Op.81
  - Pot-pourri pour clarinette et orchestre en fa majeur, Op.80 (1811) [22]
  - Variations sur un thème de "Alruna" pour clarinette et orchestre (1809)
- Charles Villiers Stanford (1852-1924)
  - Concerto pour clarinette en la mineur Op.80 (1902)
- Sergueï Ivanovitch Taneyev (1856-1915)
  - Canzona pour clarinette et cordes en fa mineur (1883)
- Carl Maria von Weber (1786-1826)
  - Concertino pour clarinette et orchestre (1811)
  - Concerto pour clarinette n°1 (1811)
  - Concerto pour clarinette n°2 (1811)
- Friedrich Witt (1770–1836) 
  - Concerto pour clarinette

## XXeetXXIesiècles
- John Adams
  - Gnarly Buttons (1996)[23]
- Kalevi Aho
  - Concerto pour clarinette (2005)
- Joan Albert Amargós
  - Concerto pour clarinette
- Malcolm Arnold (1921-2006) 
  - Concerto pour clarinette no 1 (1948)
  - Concerto pour clarinette no 2 (1974)
- Jacob Avshalomov (1919-2013)
  - Evocations, Concerto pour clarinette et orchestre de chambre
- Sérgio Azevedo
  - Concerto pour clarinette (2013)
- Claude Ballif (1924-2004)
  - Ivre Moi Immobile pour clarinette et orchestre (1977)
- Nicolas Bacri
  - Concerto de chambre Op.61 (1999) pour clarinette et orchestre à cordes
- Jean Balissat (1936-2007) 
  - Cantabile pour clarinette et cordes (1995)
- Rusty Banks
  - Intangiballistics pour clarinette et ensemble à vent (2011)
- Karol Beffa
  - Concerto pour clarinette (2014)
- Michael Berkeley
  - Concerto pour clarinette (1991)
- Leonard Bernstein (1918-1990) 
  - Prelude, Fugue and Riffs (1949)[24]
- Jean Binet (1893-1960) 
  - Petit Concert pour clarinette et cordes (1950)
- Howard Blake
  - Concerto pour clarinette
- Jacques Bondon (1927-2008) 
  - Concerto d'Octobre pour clarinette et orchestre à cordes
  - Concerto des Offrandes pour clarinette et orchestre
- Eugène Bozza (1905-1991) 
  - Concerto pour clarinette et petit orchestre (1952)
- Benjamin Britten (1913-1976) 
  - Movement for Clarinet and Orchestra (1942/1943)
- James Francis Brown (en)
  - Lost Lanes, Shadow Groves (2008)
- Valentino Bucchi (1916-1976) 
  - Concerto (Carte fiorentine no 2) pour clarinette seule (1969)
- Ferruccio Busoni (1866-1924) 
  - Concertino pour clarinette et orchestre de chambre, Op.48 (1918)
- Ann Callaway (en)
  - Concerto pour clarinette basse et orchestre de chambre (1985–1987)
- Roger Calmel (1920-1998) 
  - Concerto pour clarinette et orchestre de chambre
- John Carbon[25]
  - Concerto pour clarinette  (1993)
- Elliott Carter (1908-2012) 
  - Concerto pour clarinette (1996)
  - Concertino pour clarinette basse et orchestre de chambre (2009)
- Aexis Chalier
  - Concertino pour clarinette et cordes (2001/2002)
- Arnold Cooke (1906-2005) 
  - Concerto no 1 pour clarinette et orchestre (1956)
  - Concerto no 2 pour clarinette (1982)
- Aaron Copland (1900-1990) 
  - Concerto pour clarinette (1948)
- John Corigliano
  - Concerto pour clarinette (en) (1977)[26]
- Peter Maxwell Davies (1934-2016) 
  - Strathclyde Concerto No. 4 (1990)[27]
  - The Seas of Kirk Swarf pour clarinette basse et cordes (2007)[28]
- Claude Debussy (1862-1918) 
  - Première Rhapsodie (1909-1910)
- Miguel del Aguila (en)
  - Concerto pour clarinette (1990)
- Norman Dello Joio (1913-2018)
  - Concertante pour clarinette et orchestre (1955)
- Edison Denisov (1929-1996)
  - Concerto pour clarinette et orchestre (1989)
- Georgij Dmitriev :
  - Concerto pour clarinette
- Paul Dupré
  - Concerto pour clarinette et orchestre (2019)
- Einar Englund (1916-1999)
  - Concerto pour clarinette (1991)
- Dietrich Erdmann (en) (1917-2009)
  - Concerto pour clarinette basse et orchestre.
- Ferrer Ferran
  - The castle of Dr. Bassclar, Concerto pour clarinette basse et orchestre d'harmonie (2015), d'après le roman L'Étrange Cas du docteur Jekyll et de M. Hyde de Robert Louis Stevenson[29].
- Richard Festinger (en)
  - Equinox pour clarinette et petit orchestre (2009)
- Gerald Finzi (1901-1956)
  - Concerto pour clarinette (1949)[30]
- Jean Françaix (1912-1997) 
  - Concerto pour clarinette (1968)
- Armin Fries
  - Concerto pour clarinette et cordes (1956)
- Gunnar de Frumerie (1908-1987) 
  - Concerto Op.51 (1957–1958) pour clarinette, cordes, harpe et percussions
- Armando Ghidoni
  - Concerto pour clarinette et orchestre à cordes
- Radamés Gnattali (1906-1988) 
  - Choro pour clarinette en si  et orchestre
- Berthold Goldschmidt (1903-1996)
  - Concerto pour clarinette (1954)
- Osvaldo Golijov
  - Dreams and Prayers of Isaac the Blind pour clarinettiste solo (clarinettes soprano, Cor de basset et clarinette basse) et Quatuor à cordes, arrangé plus tard pour clarinettiste solo et orchestre à cordes[31].
- Todd Goodman
  - Concerto pour clarinette basse et orchestre[32]
- Ida Gotkovsky
  - Concerto pour clarinette et orchestre (1968) ou pour clarinette et orchestre de vent (1997)
  - Concerto lyrique pour clarinette et orchestre (1982) ou pour clarinette et orchestre de vent (1994)
- Kimmo Hakola (en)
  - Concerto pour clarinette et orchestre (2001)
- Stephen Hartke
  - Concerto pour clarinette et orchestre "Landscapes with Blues" (2001)
- Patrick Hawes (en)
  - Concerto pour clarinette pour Emma Johnson (2015)
- Paul Hindemith (1895-1963)
  - Concerto pour clarinette (1947)
- Hendrik Hofmeyr
  - Concerto pour clarinette (2012)
- Vadym Homolyaka (1914-1980)
  - Concerto pour clarinette et orchestre en do mineur  "Muzychna Ukraina" (1978)
- Anthony Iannaccone (en)
  - Concertante pour clarinette et orchestre (1995)
- Gordon Jacob (1895-1984) 
  - Mini-concerto pour clarinette et orchestre à cordes (1980)
- Shigeru Kan-no
  - Concerto pour clarinette de basset (2006)
- Ando Kovach
  - Concerto pour clarinette et cordes (1995)
- Helmut Lachenmann
  - Accanto (1976)
- Lowell Liebermann
  - Concerto pour clarinette et orchestre Op.110 (2009)
- Magnus Lindberg
  - Concerto pour clarinette (en) (2002)
- Scott McAllister (en)
  - X (1996)
  - Black Dog (2003)
  - Free Birds (2009)
- Ian McDougall (en)
  - Concerto pour clarinette et orchestre de cordes
- William Thomas McKinley (en)
  - Concerto pour clarinette No. 3 The Alchemical (1994)
- James McMillan
  - Ninian pour clarinette et orchestre (1996)
- Elizabeth Maconchy (1907-1994)
  - Concertino no 1 pour clarinette et orchestre à cordes (1945)
  - Concertino no 2 pour clarinette et orchestre (1985)
- Dimitris Maronidis
  - Concerto pour clarinette, orchestre à cordes et électronique (2020)
- Donald Martino
  - Triple Concerto pour clarinette, clarinette basse et clarinette contrebasse.
- Rolf Martinsson
  - Concert Fantastique, Concerto pour clarinette no 1, Op.86 (2010)
- Krzysztof Meyer
  - Concerto pour clarinette et orchestre (2002)
- Darius Milhaud (1892-1974)
  - Concerto pour clarinette et orchestre, chez Elkan-Vogel (1941)
  - Scaramouche, suite pour clarinette et orchestre, chez Salabert (1941)
- Thea Musgrave
  - Concerto pour clarinette (1979)[33]
  - Concerto pour clarinette basse et orchestre
- Óscar Navarro
  - Concerto pour clarinette et orchestre (2006)
  - II Concerto pour clarinette et orchestre symphonique (2011-2012)
  - III Concerto pour clarinette en Sib / Mib (2017)
- Lior Navok
  - Concerto pour clarinette (1996)[34]
- Carl Nielsen (1865-1931)
  - Concerto pour clarinette (1928)
- Jim Parker (en)
  - Concerto pour clarinette et cordes
- Krzysztof Penderecki (1933-2020)
  - Concerto pour clarinette et orchestre
- Lorenzo Perosi (1872-1956)
  - Concerto pour clarinette et orchestre
- Lyubomir Pipkov (en) (1904-1974) 
  - Concerto pour clarinette et orchestre de chambre
- Walter Piston (1894-1976) 
  - Concerto pour clarinette et orchestre (en) (1967)
- Marcel Poot (1901-1988) 
  - Concerto pour clarinette et orchestre (1977)
- Claudio Puntin (de)
  - Aroma, pour clarinette solo, clarinette basse, électronique et orchestre (2016)
- Kevin Puts
  - Concerto pour clarinette avec cordes, harpe et percussion (2008–2009)
- Einojuhani Rautavaara (1928-2016) 
  - Concerto pour clarinette (2001)
- Alan Rawsthorne (1905-1971) 
  - Concerto pour clarinette et orchestre de cordes
- Andrew Rindfleisch (de)
  - The Light Fantastic pour clarinette basse et ensemble à vent (2003)
- Jean Rivier (1896-1987)
  - Concerto pour clarinette et orchestre de cordes (1958)
- Paul Rosenbloom
  - Concertante Variations pour clarinette et orchestre de chambre.
- Christopher Rouse (1949–2019) 
  - Concerto pour clarinette (en) (2000)
- Jonathan Russell (en)
  - Concerto pour clarinette basse (2014)[35]
  - Double concerto pour clarinette basse
- Kaija Saariaho
  - D'OM LE VRAI SENS, concerto pour clarinette (2010).
- Josef Schelb  (1894-1977) 
  - Concerto pour clarinette basse et orchestre.
- Armin Schibler (1920-1986) 
  - Concertino pour clarinette et cordes, Op.49 (1956)
- Tobias Schwencke
  - Concerto pour clarinette solo et 15 cordes
- Mátyás Seiber (1905-1960) 
  - Concertino pour clarinette et orchestre de cordes (1951; cette œuvre est une nouvelle version d'un Divertimento, pour clarinette et quatuor à cordes, composé en 1926-1928)
- Elie Siegmeister (1909-1991) 
  - Concerto pour clarinette (1956)
- Frederick Speck
  - Concerto pour clarinette et orchestre (1993)
- Yevhen Stankovych
  - Concerto pour clarinette solo
- Frank Graham Stewart (nl)
  - Concerto pour clarinette en si  et orchestre (1993)
- Richard Strauss (1864-1949)
  - Romanze en mi bémol majeur pour clarinette et orchestre (1879)
  - Double concertino pour clarinette et basson (1947)
- Igor Stravinsky (1884-1971)
  - Ebony concerto pour clarinette et orchestre de jazz (1945)
- Aurel Stroë (1932–2008) 
  - Concerto pour clarinette et orchestre (1974–75)
- Toru Takemitsu (1930-1996)
  - Fantasma/Cantos pour clarinette et orchestre (1991)
- Josef Tal (1910-2008)
  - Concerto pour clarinette et orchestre (1980)
- Alexandre Tansman (1897-1986)
  - Concertino pour hautbois, clarinette et cordes (1952)
  - Concerto pour clarinette (1957)
- İstemihan Taviloğlu (en) (1945–2006)
  - Concerto pour clarinette et orchestre (1979)
- Boris Tchaikovsky (1925-1996)
  - Concerto pour clarinette et orchestre de chambre (1957)
- Frank Ticheli (en)
  - Concerto pour clarinette (2010)
- Franz Tischhauser (de)
  - The Beggar's Concerto pour clarinette et cordes
- Henri Tomasi (1901-1971)
  - Concerto pour clarinette et orchestre de cordes (1955)
- Joan Tower
  - Concerto pour clarinette (en) (1988)[36]
- August Verbesselt
  - Concerto pour clarinette et orchestre (1982)
- Sándor Veress (1907-1992)
  - Concerto pour clarinette
- Kees Vlak
  - Concerto pour clarinette basse et orchestre d'harmonie (1982)
- Rolf Wallin (en)
  - Concerto pour clarinette (1998)
- Douglas Weiland
  - Concerto pour clarinette, Op.30 (2001)
- Norma Wendelburg (en)
  - Concerto pour clarinette et orchestre
- John Williams
  - Clarinet Concerto for Michele Zukovsky (1991)[37]
- Isang Yun (1917-1995)
  - Concerto pour clarinette (1981)
- Marcin Zielinski
  - Concertino pour clarinette solo et cordes
- Marilyn J. Ziffrin (en) (1926-2018)
  - Concerto pour clarinette
- Ellen Taaffe Zwilich
  - Concerto pour clarinette (en) (2002)